# Demag Planierraupe
Die Demag Planierraupe ist eine von der Deutschen Maschinenbau-Aktiengesellschaft (Demag) in den 1950er Jahren entwickelte und produzierte Baureihe von Planierraupen. Hergestellt wurden sie im Demag-Werk Düsseldorf, bis der Bau 1960 – unter anderem aufgrund starker Konkurrenz aus dem In- und Ausland – endete.

## Geschichte
Nach dem Zweiten Weltkrieg wollten die Ingenieure von Demag das vorhandene Seilbagger-Programm durch eigene Planierraupen ergänzen. Ab Beginn der 1950er Jahre entstanden daher in Düsseldorf erste Prototypen, die jedoch nicht dem seinerzeit üblichen US-Design folgten. Stattdessen ordnete Demag den Verbrennungsmotor hinter dem Fahrerplatz an, was die Sicht auf das Arbeitsumfeld verbesserte.
Ab 1953 gingen die beiden Modelle R 609 und R 613 in Serie. Sie waren sowohl als reine Raupenschlepper als auch mit verschiedenen Anbaugeräten (Ladeschaufel, Schwenkschild, starres Schild oder Roderechen) erhältlich. Am Heck ließen sich zudem unterschiedliche Seilwinden montieren. Ein starres Raupenlaufwerk mit bis zu sieben Laufrollen je Seite zählte zu den wesentlichen Merkmalen dieser Maschinen.
Obwohl das Konzept – insbesondere die nach hinten verlegte Antriebseinheit – als innovativ galt, blieben die Verkaufszahlen hinter den Erwartungen zurück. Demag reagierte mit der Weiterentwicklung R 615, die ab 1958 vermarktet wurde. Größere technische Änderungen erfolgten jedoch nicht. Letztlich endete die Produktion 1960, da sich die Modelle gegen Konkurrenzprodukte aus dem In- und Ausland nicht durchsetzen konnten.

## Modelle und Varianten
Ab 1953 bot Demag zwei Serienmodelle an: Die R 609 mit 90 PS und die R 613 mit 130 PS. Eine Weiterentwicklung stellte die ab 1958 gebaute R 615 dar, die über 150 PS und ein Einsatzgewicht von rund 16 t verfügte. Darüber hinaus entstand 1955 ein Planierraupen-Prototyp, dessen Konstruktion sich stärker an US-Modellen orientierte. Er blieb jedoch ein Einzelstück und ging nie in Serie.
Neben den Planierraupen produzierte Demag in den 1950er Jahren weitere Raupenfahrzeuge, darunter die Grabenfräse G 161 und den Raupenbagger B 504.